# Salvatnet
Salvatnet er en sø i kommunerne Fosnes og Nærøy i Trøndelag fylke i Norge. Med sin største dybde på 464 m er den næstdybeste sø i Norge og Europa efter Hornindalsvatnet. Elven Moselv afvander Salvatnet over den ca. en kilometer brede moræneryg som skiller Salvatnet og Foldafjorden ved bygden Salsnes.
Salvatnet er meromiktisk, det vil sige at det nederste vandlag er stillestående og ikke blander sig med de øvrige lag. Søen blev isoleret fra havet for ca. 3.000 år siden, og det antages, at vandet i de dybeste 50 m af søen er en rest af gammelt havvand. Bundvandet har en koncentration af klorid svarende til havvand med en saltholdighed på 29 promille. Andre meromiktiske søer med gammelt havvand i Norge er Kilevann, Tronstadvatn, Birkelandsvatn, Rørholtfjorden, Botnvatn, Rørhopvatn og Strandvatn.